# Centropyge multispinis
Centropyge multispinis är en fiskart som först beskrevs av Playfair, 1867.  Centropyge multispinis ingår i släktet Centropyge och familjen Pomacanthidae. IUCN kategoriserar arten globalt som livskraftig. Inga underarter finns listade i Catalogue of Life.